# Sosnowiec Maczki
Sosnowiec Maczki – węzłowa stacja kolejowa w sosnowieckiej dzielnicy Maczki, w województwie śląskim (małopolska część województwa), w Polsce; znajduje się pomiędzy ul. Krakowską a ul. Skwerową, usytuowana jest na kilometrze 13,276 linii kolejowej nr 133 pomiędzy stacją Jaworzno Szczakowa, posterunkiem Dorota i stacją Sosnowiec Kazimierz. 
Stacja wraz z zabytkowym neorenesansowym dworcem kolejowym w przeszłości pełniła funkcję kolejowego przejścia granicznego na granicy zaborów austriackiego i rosyjskiego.

## Historia
Stacja Sosnowiec Maczki powstała jako stacja graniczna Kolei Warszawsko-Wiedeńskiej w Cesarstwie  Rosyjskim. Monumentalnej stacji oddanej do użytku w 1848 r. towarzyszyła m.in. komora celna i koszary. Po drugiej stronie rzeki Białej Przemszy, której bieg wyznaczał granicę państw, znajdowało się Cesarstwo Austrii, stąd też długo miejsce to nazywano oficjalnie Granicą. 
Budynek stacji granicznej budowano w latach 1839-1848, według projektu Teofila Schüllera, ucznia znanego architekta Enrico Marconiego. Neorenesansowa budowla została wzniesiona na planie wydłużonego prostokąta i jest złożona z trzech części: skrajnych parterowych i środkowej piętrowej. W częściach parterowych południowej i środkowej można było kiedyś podziwiać bogaty wystrój architektoniczny ścian i sufitów, wśród których wyróżniały się profilowane gzymsy, stiuki, pilastry i kolumny żeliwne, które również miały za zadanie podpierać zadaszenia peronów. W pobliżu budynku murowanego z cegły i częściowo podpiwniczonego powstało osiedle dla kolejarzy, pracowników komory celnej, funkcjonariuszy straży granicznej, wojska rosyjskiego i żandarmerii. Wraz z rozwojem osady powstawały tu hotele, poczta, bloki mieszkalne, cerkiew prawosławna, kaplica rzymskokatolicka (1857 r.), kościół (1893 r.), szkoła powszechna (1886 r.).  

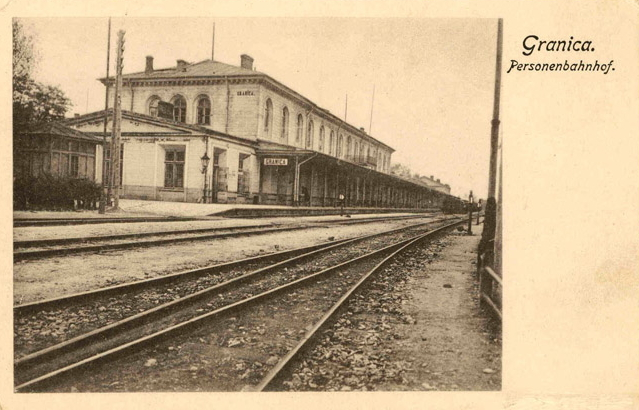
Pocztówka z wizerunkiem dworca

Pierwotnie trasa Drogi Żelaznej Warszawsko-Wiedeńskiej miała przebiegać inaczej, zwłaszcza jej ostatni odcinek do samej granicy Królestwa Polskiego miał być przesunięty bardziej na zachód, a stacja graniczna miała powstać w pobliżu Trójkąta Trzech Cesarzy. Stacja miała połączyć Warszawę z kopalniami Niwki i stać się impulsem do rozwoju potężnego okręgu przemysłowego nazywanego Zagłębiem Dąbrowskim. Ostatecznie lokalizację stacji uzgodniono z władzami Austrii i Wolnego Miasta Kraków. Rozstrzygnięto, że stacja powstanie w okolicach przysiółka Maćki na całkowitym pustkowiu w pobliżu koryta Białej Przemszy. Budowę trasy kolejowej realizowano etapami. Uroczystość położenia kamienia węgielnego pod dworzec wiedeński w Warszawie odbyła się 14 lipca 1844 r., zaś otwarcie ruchu osobowego do stacji Granica niespełna cztery lata później – 1 kwietnia 1848 r.. Według szacunków w 1849 r. liczba odprawianych na dworcu pasażerów miała wynieść około 75 tysięcy, a w rzeczywistości przekroczyła 380 tysięcy. Pośród zabudowy stacyjnej istniała lokomotywownia, gazownia i stacja elektryczna, wagonownia, magazyny, dwie wieże wodne, z których do naszych czasów zachowała się wieża zbudowana w 1880 r. W 1863 r. dworzec kolejowy w Maczkach, podobnie jak Sosnowiec Główny, został zdobyty przez powstańców polskich, co w latach niewoli narodowej było wydarzeniem wielkiej rangi. Do czasu otwarcia odnogi kolei warszawsko-wiedeńskiej z Ząbkowic do Katowic, przez stację graniczną Sosnowiec Główny, co nastąpiło 24 sierpnia 1859 r., linia przechodząca przez Granicę była najważniejszym połączeniem kolejowym Królestwa Polskiego. We wrześniu 1887 r. do osady stacyjnej dotarła szerokotorowa linia Drogi Żelaznej Iwanogrodzko-Dąbrowskiej, dzięki czemu towary docierające tu z całego Cesarstwa Rosyjskiego, po przeładowaniu na normalny tor, mogły być przewożone dalej koleją warszawsko-wiedeńską. Po I wojnie światowej stacja Granica straciła swoje znaczenie jako ośrodek graniczny, a w 1925 r. zmieniono jej nazwę na Maczki. Wraz ze zniknięciem granicy państwowej komora celna stała się  bezużyteczna. W 1919 r. umieszczono w niej Gimnazjum Realne – pierwszą szkołę średnią w Maczkach, a w 1926 r. w jej miejsce powołano do życia Prywatne Męskie Gimnazjum  Mechaniczne Towarzystwa Szkoły Rzemieślniczo-Przemysłowej. W latach trzydziestych maczkowski dworzec poddany został gruntownym pracom remontowym. Pod koniec lat 40. XX wieku w budynku dworca ulokowano Kolejowe Zakłady Poligraficzne. Podczas adaptacji pomieszczeń ucierpiał zabytkowy wystrój obiektu, zdemontowano także część pięknie zdobionych wiat peronowych. Po kilku latach działalności w miejscu zakładów poligraficznych urządzono magazyny, hotel robotniczy, a z czasem mieszkania dla kolejarzy. Do budynku dawnej komory celnej powróciło szkolnictwo zawodowe o profilach technicznych, które funkcjonowało do 1980 r.. W 1952 r. w budynku byłych koszar, a następnie w komorze celnej  rozpoczął działalność Ośrodek Szkolenia Zawodowego PKP, który szkolił maszynistów, dyżurnych ruchu i konduktorów. W 1967 r. dworzec kolejowy został wpisany do rejestru zabytków. Budynek wymaga renowacji z uwagi na fatalny stan techniczny, a jego wnętrza są niewykorzystane i zaniedbane. Pomieszczenia zostały zamurowane. W 2013 r. wyburzono komorę celną.

## Rewitalizacja
W 2014 r. Politechnika Śląska w Gliwicach i Polskie Koleje Państwowe S.A. planowały utworzenie Centrum Naukowo-Dydaktycznego Transportu Kolejowego. Jego siedziba miała być usytuowana w dawnym dworcu Sosnowiec Maczki, który miał być odrestaurowany i przygotowany do pełnienia roli uczelnianej. List intencyjny w tej sprawie podpisali Rektor Politechniki Śląskiej prof. inż. Andrzej Karbownik oraz Prezes Zarządu PKP Jakub Karnowski. Placówka miała zostać otwarta 1 października 2016 r.. Docelowo miało się tam kształcić 250 studentów. Patronat nad projektem utworzenia Centrum Naukowo-Dydaktyczne Transportu Kolejowego objęło Ministerstwo Infrastruktury i Rozwoju.
We wrześniu 2017 r. prace rewitalizacyjne zostały przerwane, Politechnika Śląska odstąpiła od umowy tłumacząc, że przepisy uniemożliwiają uczelniom tworzenie zamiejscowych ośrodków dydaktycznych a jedynie droższe wydziały zamiejscowe.

## Ruch kolejowy i infrastruktura
Stacja kolejowa Sosnowiec Maczki od 1848 r. służyła do obsługi ruchu pociągów osobowych i towarowych. W 2008 r. podjęto decyzję o zawieszeniu ruchu pasażerskiego.. Znajduje się na krajowych liniach kolejowych:
- linia nr 133 (Dąbrowa Górnicza Ząbkowice – Kraków Główny)
- linia nr 163 (Sosnowiec Kazimierz – Sosnowiec Maczki)
- linia nr 665 (Sosnowiec Maczki – Euroterminal Sławków)
- linia nr 666 (Sosnowiec Maczki SMA – Jaworzno Szczakowa JCS)
- linia nr 667 (Sosnowiec Maczki R31 – Długoszyn)

W 2009 r. na stacji przestały zatrzymywać się pociągi osobowe. W 2016 r. podjęto próbę reaktywowania na niej ruchu osobowego, uruchamiając dwa pociągi „Orlik” (R 34220 i R 43221) relacji Częstochowa – Kraków Płaszów.